# Sadinja vas pri Dvoru
Sadinja vas pri Dvoru je naselje u slovenskoj Općini Žužemberku. Sadinja vas pri Dvoru se nalazi u pokrajini Dolenjskoj i statističkoj regiji Jugoistočnoj Sloveniji. 

## Stanovništvo
Prema popisu stanovništva iz 2002. godine naselje je imalo 161 stanovnika.